# Scheveningense variant
De Scheveninger is in het schaakspel een variant van de Siciliaanse verdediging. Deze variant ontstaat met de volgende zetten: 1.e4 c5 2.Pf3 d6 3.d4 cd4 4.Pd4 Pf6 5.Pc3 e6 (zie stelling). Deze variant kreeg de naam Scheveninger, omdat het voor het eerst in 1923 in Scheveningen gespeeld werd tijdens de partij Maróczy – Euwe (Scheveningen, 1923). 
Garry Kasparov heeft het later veel en succesvol met zwart gespeeld; hij schreef er zelfs een boek over: Сицилианская защита – Схевенинген, De Siciliaanse verdediging – Scheveningen. 